# Altındağ
Altındağ est une ville et un district de la province d'Ankara dans la région de l'Anatolie centrale en Turquie.

## Histoire
Altındağ est le plus important district d'Ankara et son histoire ne peut pas être différenciée de celle de la capitale turque. Avant que la nouvelle république ne choisisse Ankara comme capitale en 1923, la ville n'était le cœur que d'un petit district de 30 000 habitants.
Il y avait une petite ville autour d'une citadelle historique et d'autres bâtiments en harmonie avec la décoration de cette citadelle, qui donne l’impression que cette ville appartient au Moyen Âge.
Altındağ, construite aux époques d'Alexandre le Grand, des Perses, des romains et des Turcs, s'enrichit de différentes civilisations de façon cumulative.
À l'époque kémaliste, Altındağ est témoin du passage de la société traditionnelle à une société moderne.